# Diependal (plaats)
Diependal is een buurtschap van Epen in het Zuid-Limburgse Heuvelland, gemeente Gulpen-Wittem. De buurtschap is gelegen in een dal aan de voet van het Onderste Bos aan de Diependalsweg, een weg die in een grote bocht loopt tussen Plaat en Terziet. Vaak wordt het als een deel van Terziet beschouwd. Verspreid aan de Diependalsweg liggen 15 boerderijen en huizen, waarin ongeveer 40 mensen wonen. De naam komt van 'diep dal'. Grotendeels ten zuiden van Diependal stroomt de Fröschebron, een beek die in Terziet uitmondt in de Terzieterbeek. Diependal is samen met Plaat een beschermd dorpsgezicht.
In Diependal bevindt zich de Sint-Genovevakapel.

## Geschiedenis
Waarschijnlijk is de buurtschap ontstaan vanuit een middeleeuwse boerderij, de Hof van Diependal.
Lange tijd verkreeg de bevolking van Diependal haar drinkwater van de Fröschebron. Het water was dermate helder dat het ook tot ongeveer 1970 verkocht werd als tafelwater met het opschrift:

Afkomstig uit de bron Diependal

## Vakwerkgebouwen in Diependal
In Diependal staan verschillende vakwerkboerderijen en -huizen die tevens rijksmonument zijn.

De vakwerkgebouwen van Diependal
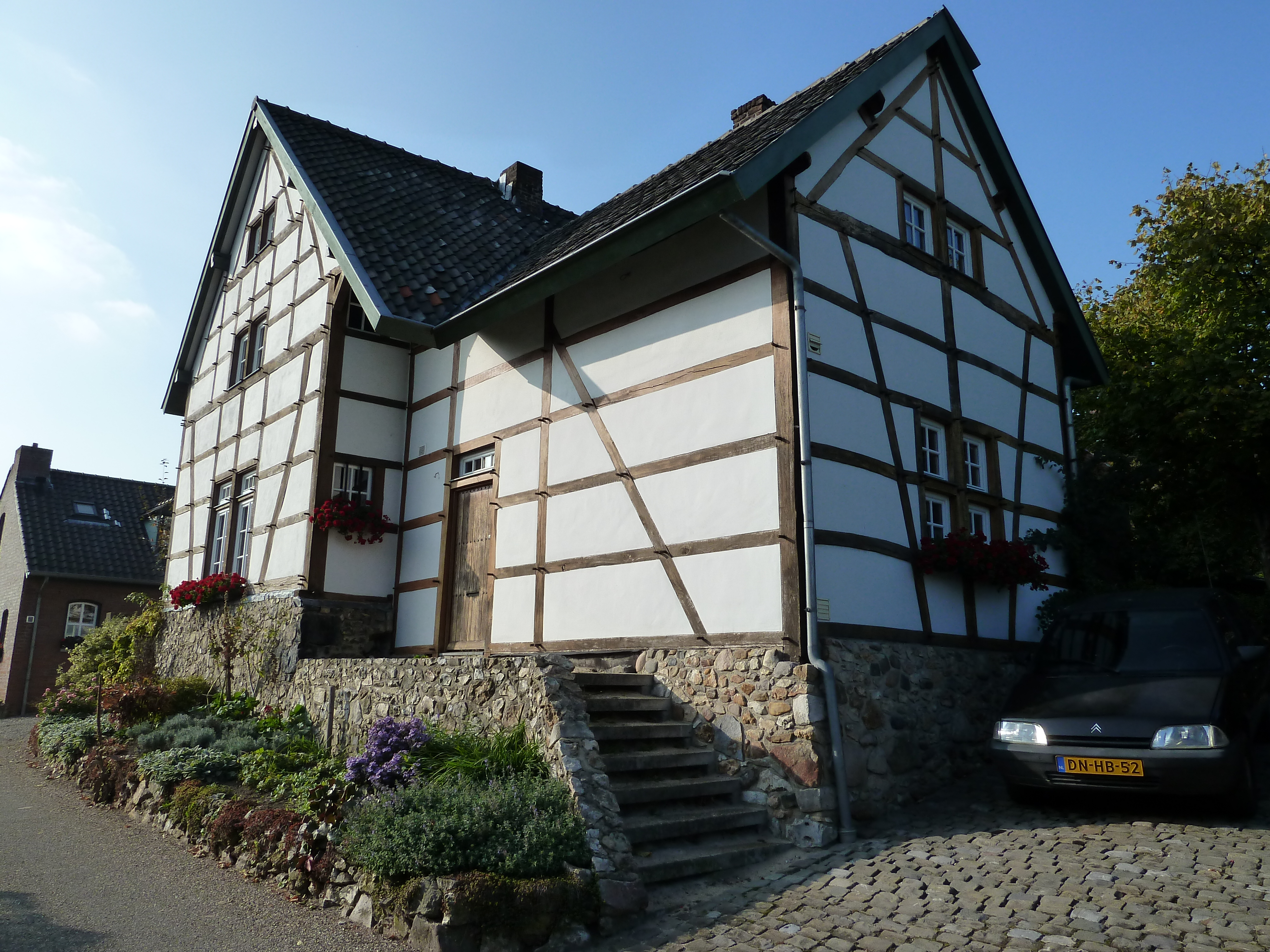
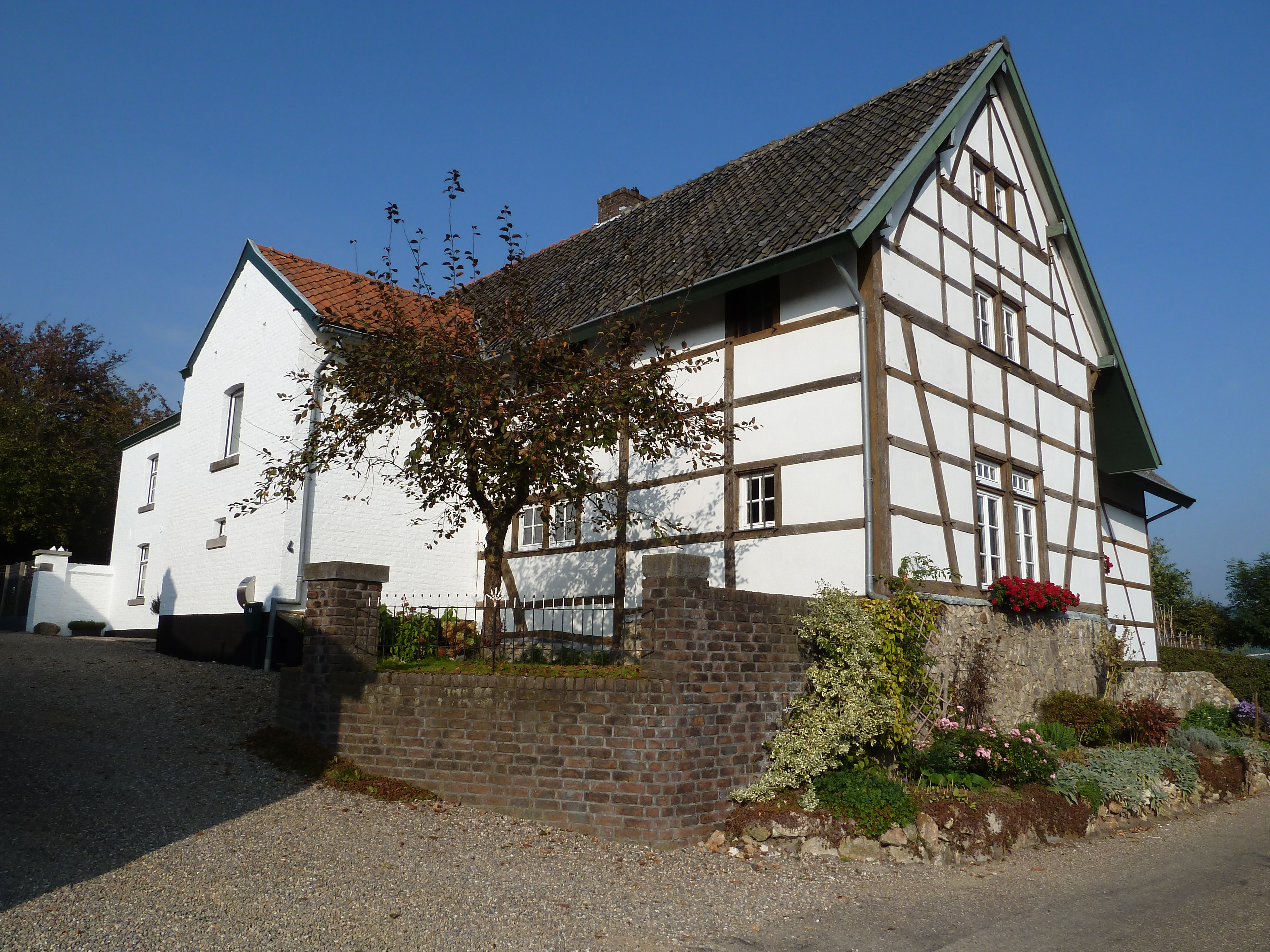
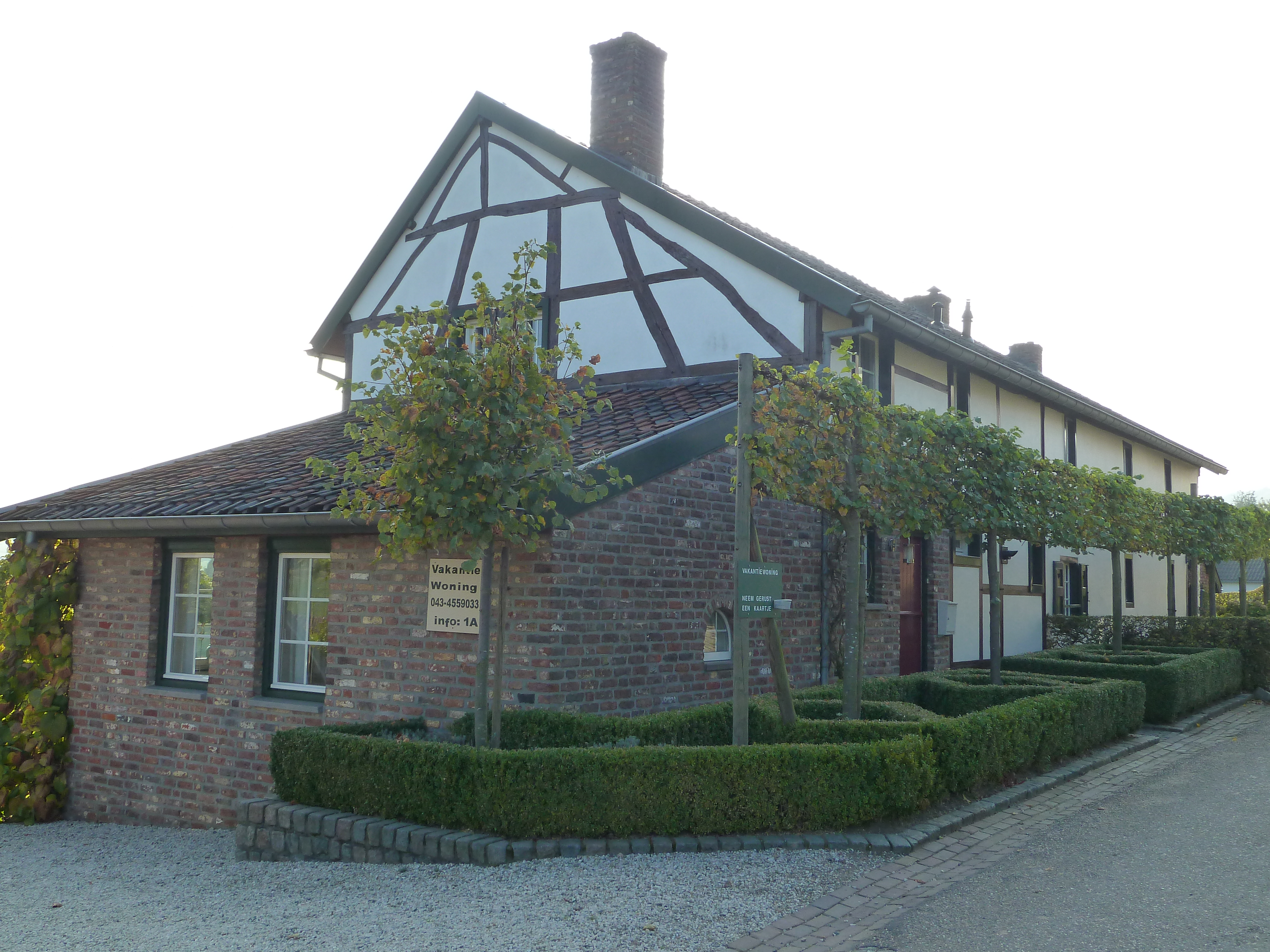
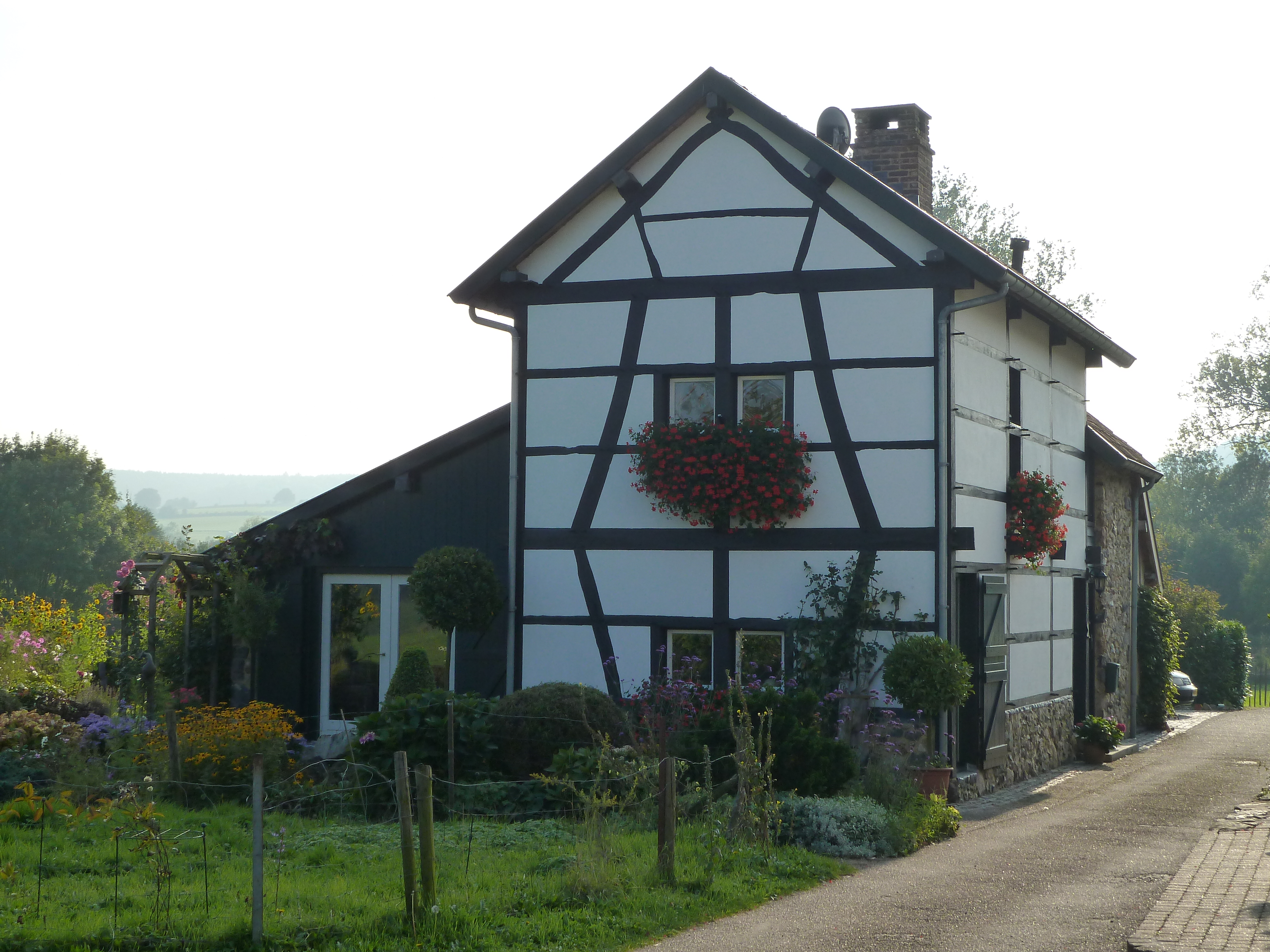
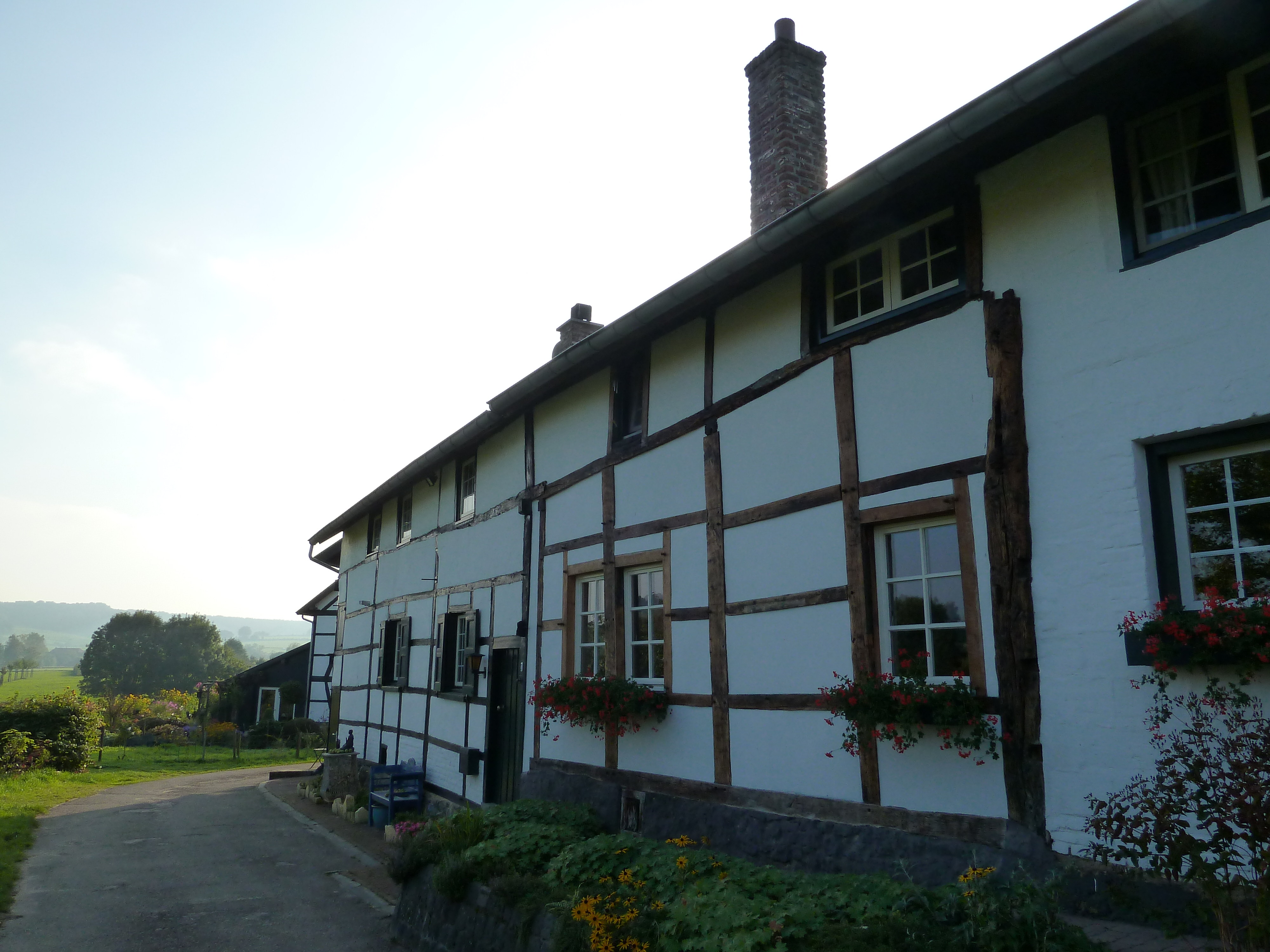
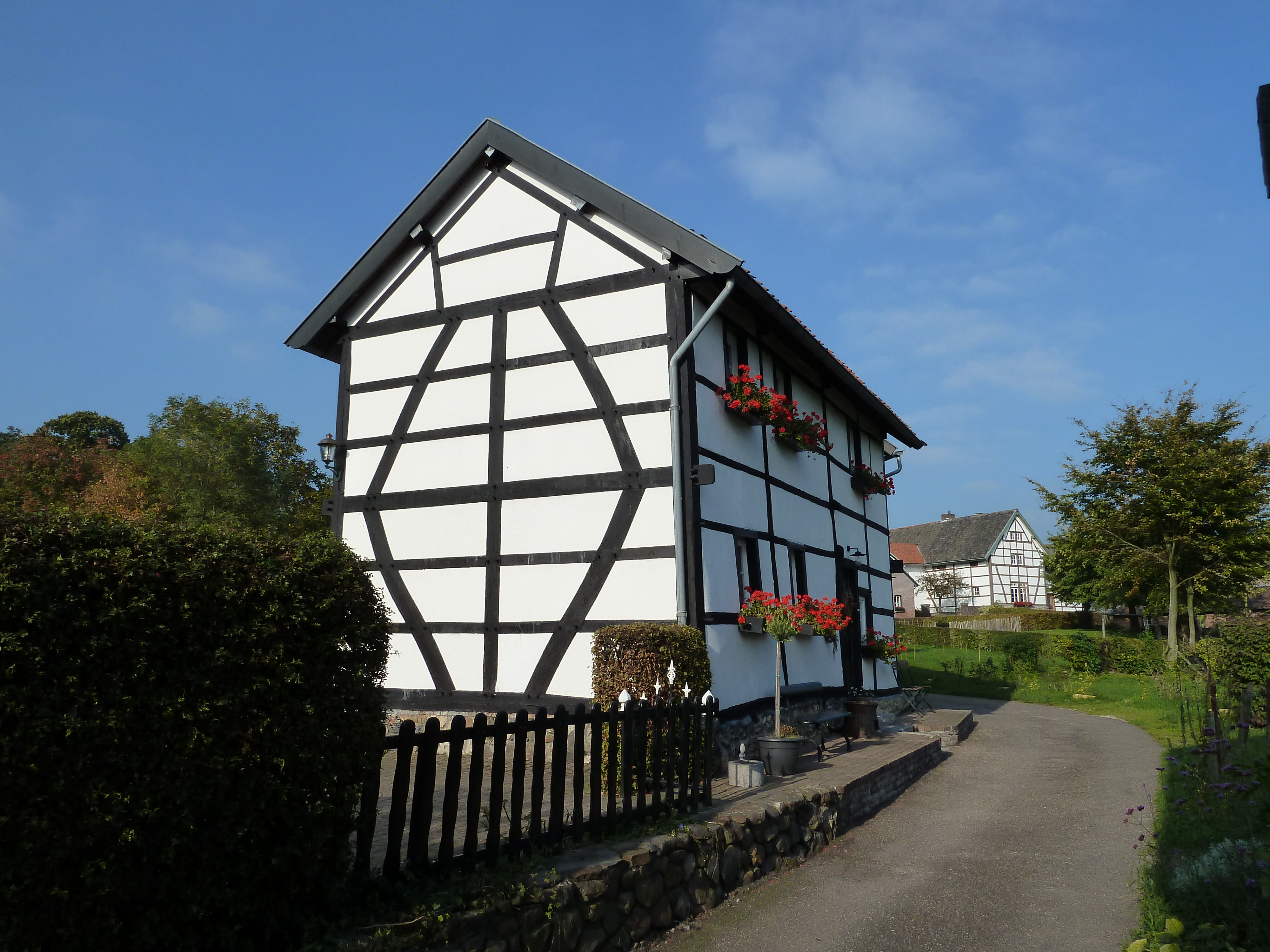
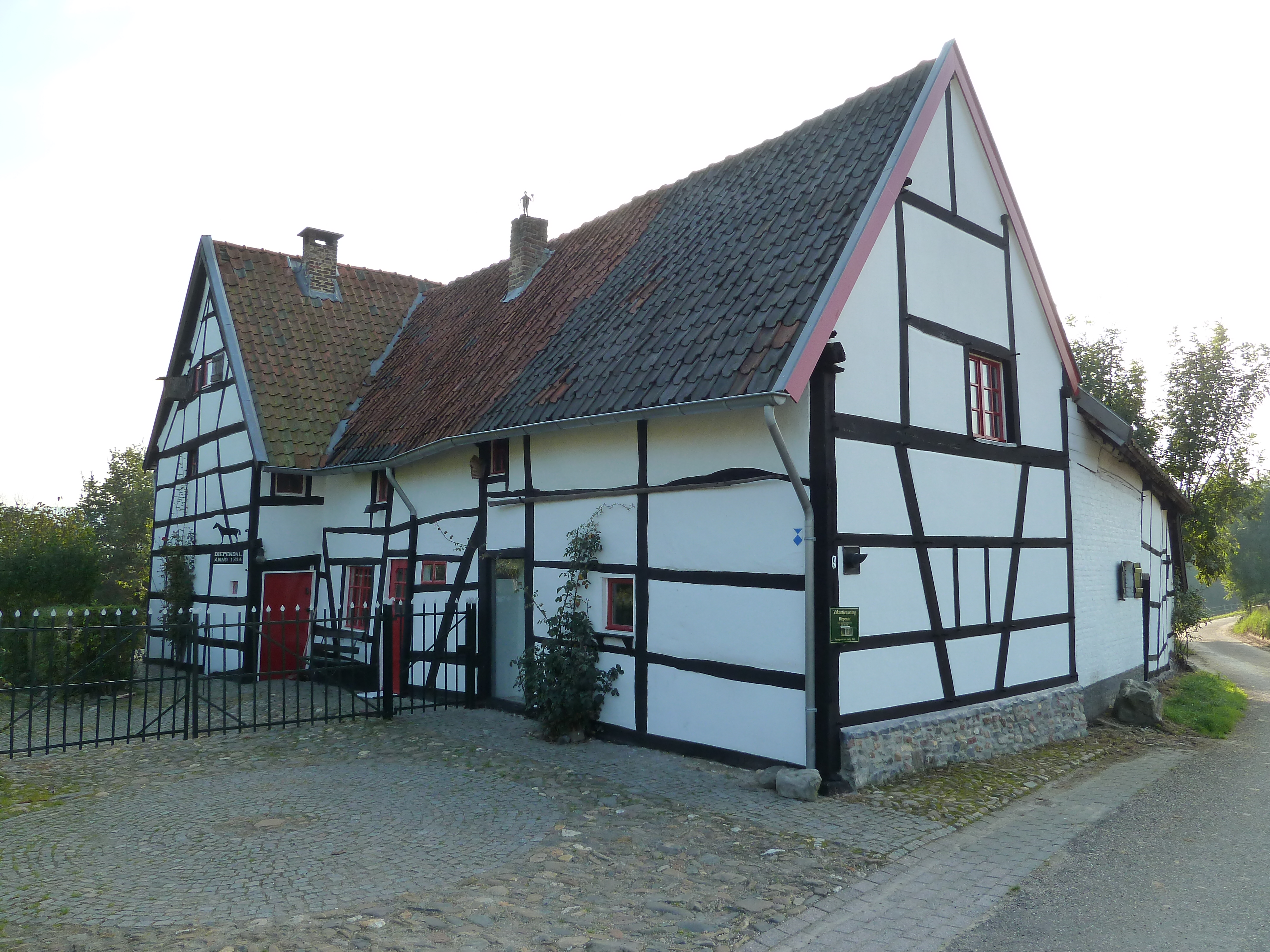
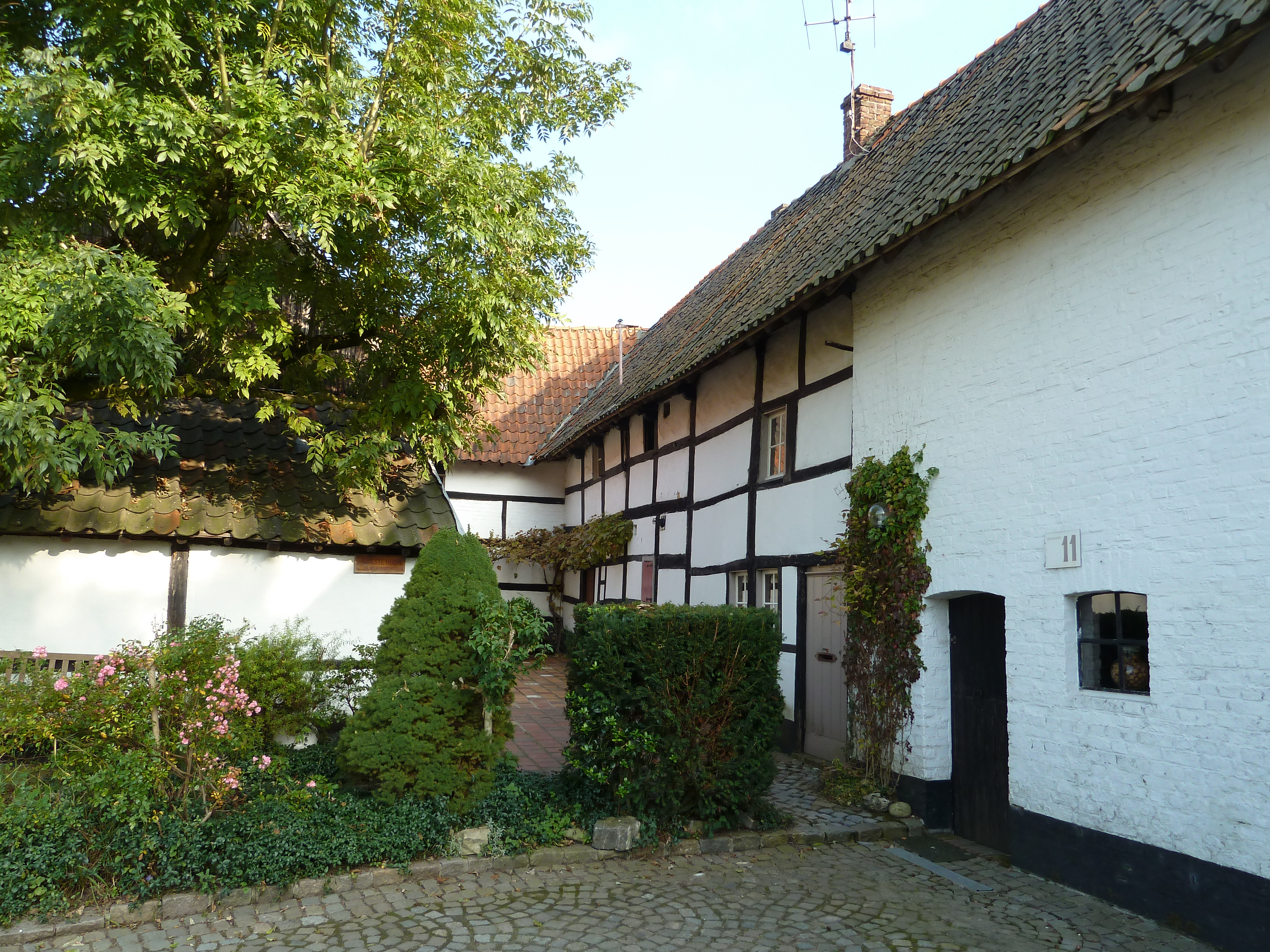
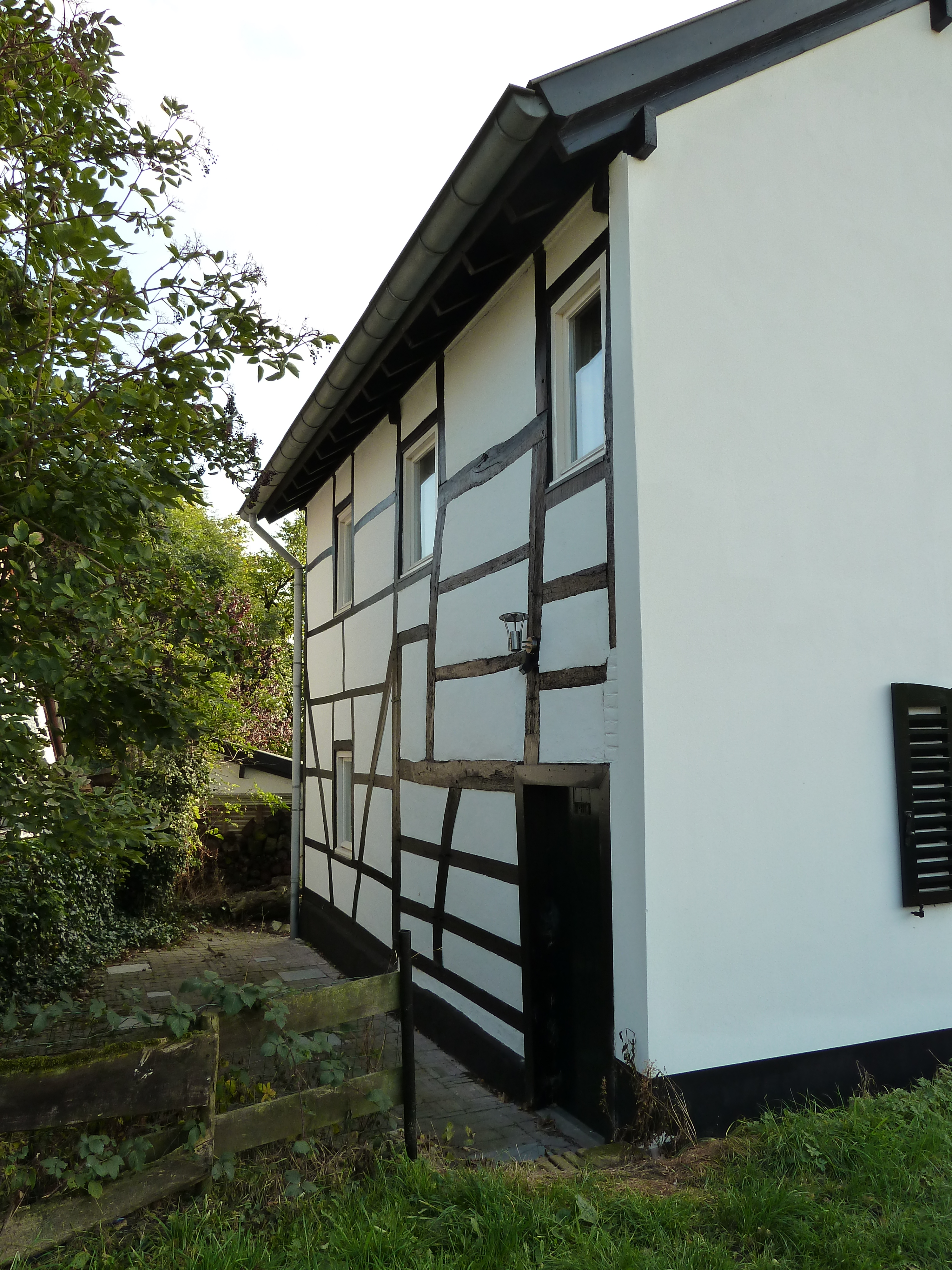
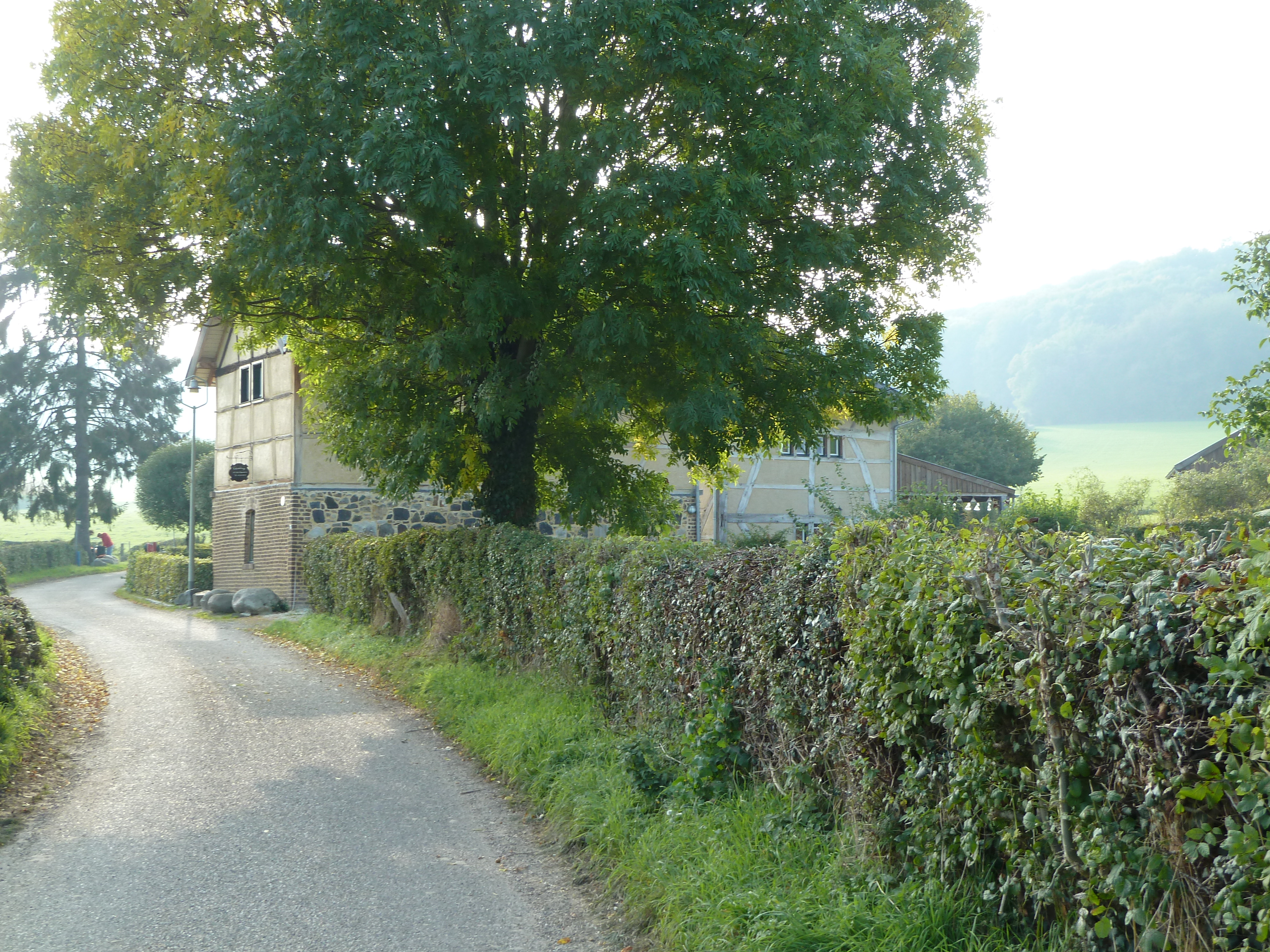

## Zie ook

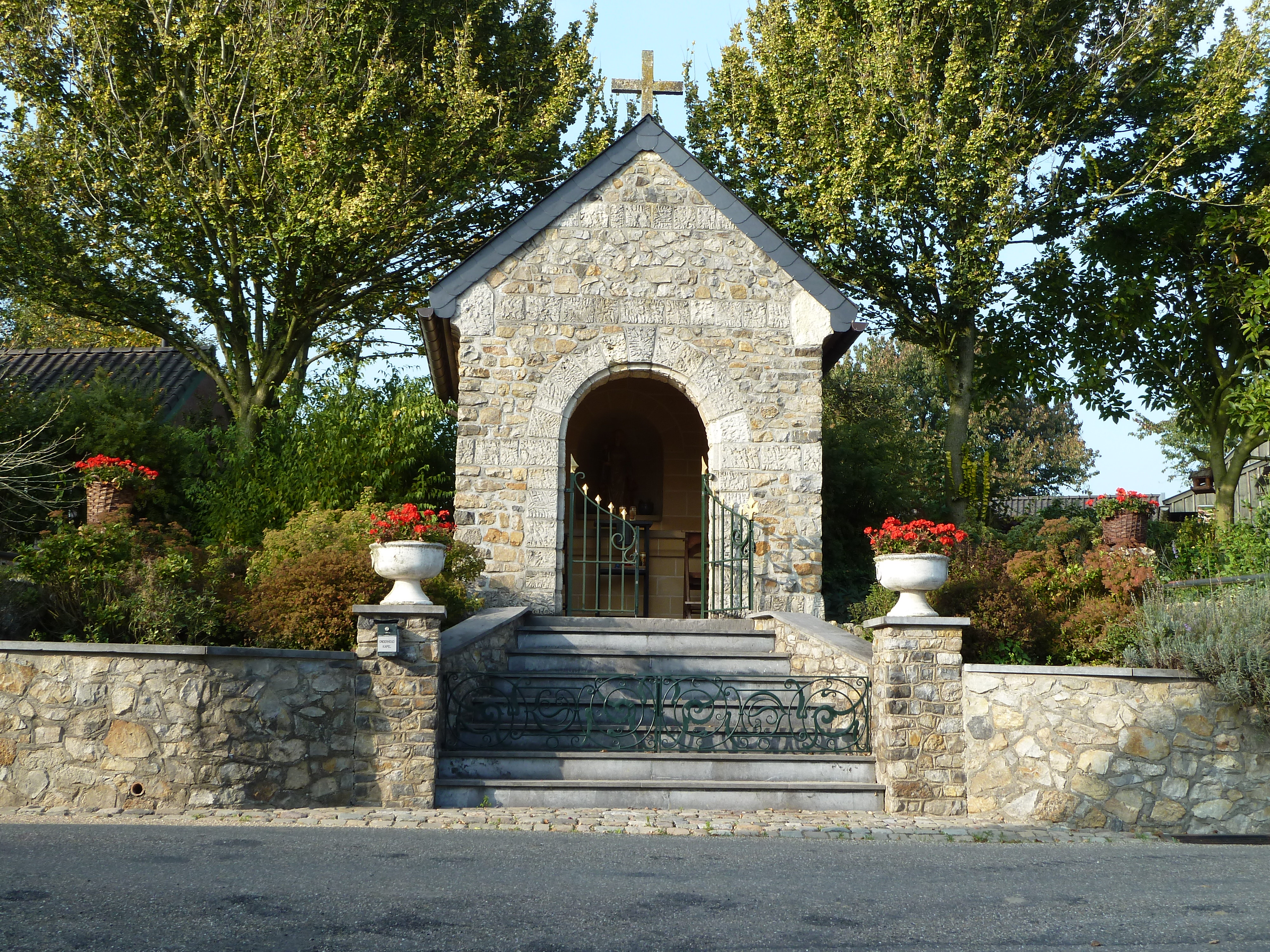
Sint-Genovevakapel in de buurtschap
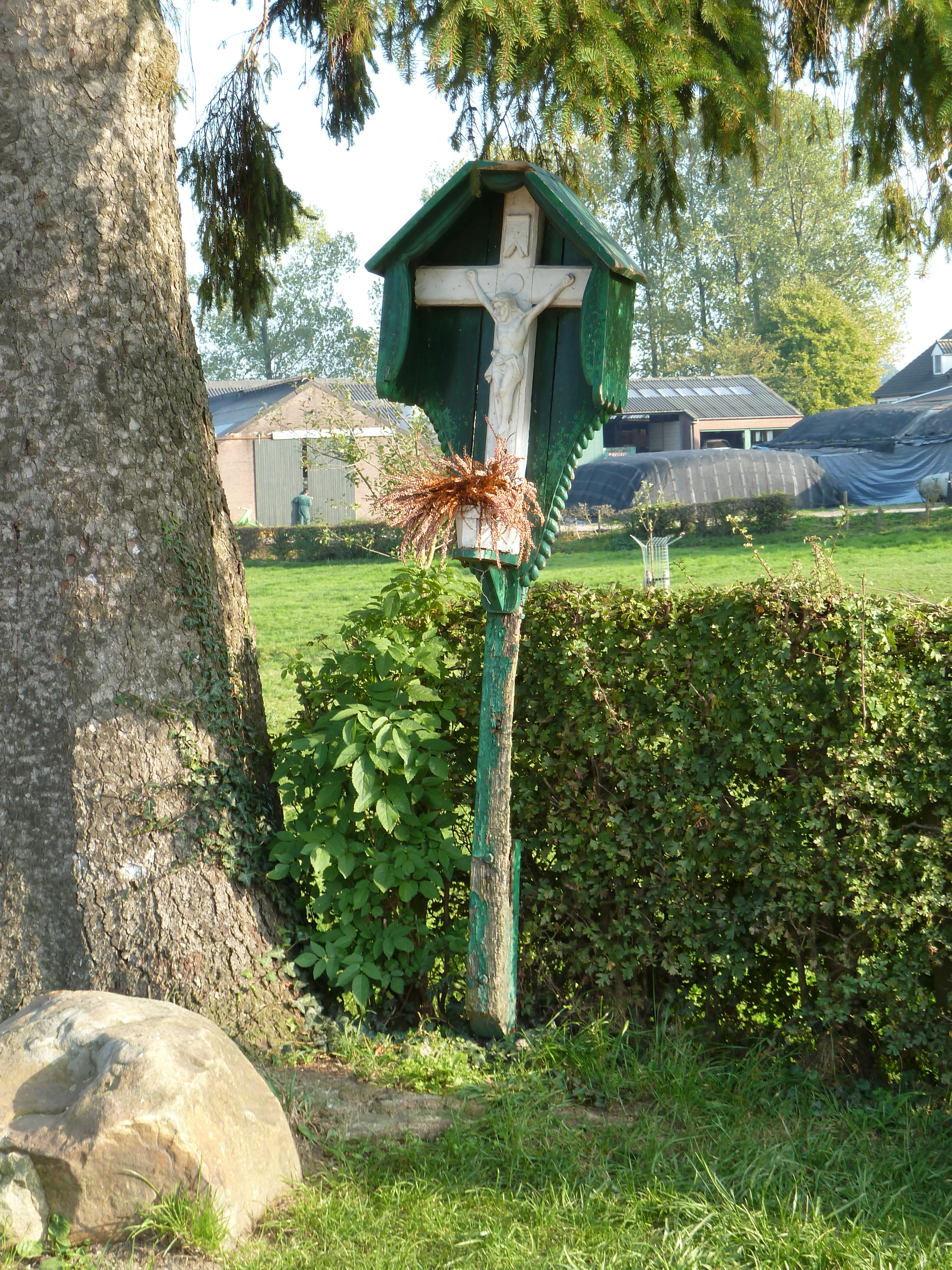
Wegkruis ter hoogte Diependalsweg 8